# Effetto di posizione variegato
L'effetto di posizione variegato (o PEV, dall'acronimo anglosassone) è un particolare effetto posizione scoperto da H. J. Muller nel 1930 e rappresenta la prima descrizione di un fenomeno con basi epigenetiche.
La variegazione per effetto di posizione è un silenziamento genico che si manifesta con un fenotipo a mosaico, dove ciascun gruppo di cellule clonali presenta l'inattivazione o l'attivazione del gene interessato da PEV in maniera apparentemente casuale. Muller descrisse mutazioni del gene White di Drosophila melanogaster, che determina il colore degli occhi: se viene espresso determina una pigmentazione della cellula di colore rosso, se non viene espresso invece la pigmentazione è bianca.
A livello genico, la PEV è causata dallo spostamento, solitamente per inversione, traslocazione o per effetto di trasposoni, di un determinato gene in vicinanza di una regione eterocromatinica. Nella PEV il silenziamento genico viene ereditato in maniera epigenetica nelle cellule figlie, cioè senza un cambiamento nella sequenza nucleotidica. Nel caso di silenziamento epigenetico, un gene inattivo o attivo in una cellula, rimarrà tale probabilmente anche nelle cellule figlie e così via, fino a che non intervenga un qualche fattore che ne modifichi lo stato.

## Meccanismo di silenziamento
La repressione genica nella PEV si osserva quando, a seguito di traslocazioni o inversioni, i geni normalmente espressi si vengano a trovare nelle vicinanze di un grande blocco di eterocromatina: questa regione si può estendere fino al gene d'interesse, inattivandolo.
Nel caso di Drosophila, il gene white trasloca nelle vicinanze di un grande blocco eterocromatico centromerico, in alcune cellule, determinandone il silenziamento genico, e quindi un fenotipo complessivo a mosaico, con gli occhi che presentavano chiazze rosse e bianche a seconda che il gene venisse o no espresso. Nella PEV l'eterocromatina sembra diffondersi nell'eucromatina in maniera polare, infatti i loci contenenti geni interessati da questo tipo di silenziamento presentano caratteristiche eterocromatiniche.
Sono stati effettuati degli esperimenti per vedere se l'eterocromatinizzazione del DNA fosse dovuta alla presenza di sequenze specifiche o al solo fatto che queste sequenze fossero altamente ripetute. Inserendo una serie di sequenze più o meno ripetute del gene white in Drosophila si è dimostrato che l'eterocromatina si forma a causa della natura ripetuta delle sequenze che ne fanno parte e non a causa della presenza di sequenze specifiche. Da questo è nata l'ipotesi che il silenziamento genico nella PEV derivi dal contatto diretto della eterocromatina con il gene che viene silenziato reclutando in questo modo le proteine eterocromatinizzanti.

## Fattori che influenzano la PEV
- La Pev è un meccanismo dosaggio dipendente: l'estensione della regione eterocromatica che determina il silenziamento genico dipende dalla concentrazione di proteine eterocromatinizzanti libere, in grado di estendere questa regione. In Drosophila la presenza del cromosoma Y diminuisce la variegazione, mentre l'assenza l'aumenta perché il cromosoma Y recluta le proteine eterocromatinizzanti, che in questo caso non sarebbero disponibili per il silenziamento genico;
- La pev è influenzata dalla presenza di geni soppressori o attivatori: i soppressori della variegazione sono fattori che vengono raggruppati sotto l'acronimo SU(VAR), dall'inglese soppressor of variegation, e determinano la repressione dei geni eucromatici, promuovendo l'eterocromatizzazione. La variegazione dipende dal dosaggio dei loci SU(VAR): delezioni che rimuovono i loci sopprimono il PEV, mentre duplicazioni dei loci l'aumentano. Oltre i soppressori esistono anche gli enhacer ("promotori") di variegazione o E(VAR), repressori trascrizionali dei geni per le proteine dell'eterocromatina che agiscono quindi in maniera opposta dei soppressori.

Esistono diversi mutanti di Su(var) che possono alterare la struttura della cromatina:
- Su(Var) 205 codifica per HP1, una delle proteine eterocromatinizzanti più importanti;
- Su(Var) 3-7 codificano per proteine dell'eterocromatina che agiscono interagendo con HP1;
- Su(Var) 3-9: codificano per metiltrasferasi istoniche che determinano la metilazione della lisina in posizione 9 dell'istone H3, determinando l'eterocromatizzazione della sequenza.